# Gaza (provincie van Mozambique)
Gaza is een provincie in het zuiden van het Zuidoost-Afrikaanse land Mozambique. De provincie heeft een oppervlakte van meer dan 75.000 vierkante kilometer en telde bij de census van 1997 meer dan één miljoen inwoners. De hoofdstad van de provincie is Xai-Xai.

## Grenzen
De provincie Gaza grenst aan twee buurlanden van Mozambique:
- De provincie Masvingo van Zimbabwe in het noordwesten.
- Twee provincies van Zuid-Afrika:
  - Limpopo in het westen.
  - Mpumalanga in het zuidwesten.

Verder grenst Gaza aan drie andere provincies van het land:
- Manica in het noorden.
- Inhambane in het oosten.
- Maputo in het zuiden.

## Districten
De provincie is verder verdeeld in twaalf districten:
- Bilene Macia
- Chibuto
- Chicualacuala
- Chigubo
- Chókwè
- Cidade de Xai-Xai

- Guijá
- Mabalane
- Manjacaze
- Massangena
- Massingir
- Xai-Xai